# 横浜幻想
『横浜幻想』（ヨコハマ・ファンタジー）は、2004年1月28日にソニー・ミュージックダイレクトから発売されたコンピレーション・アルバム規格品番はMHCL-339/340。横浜のご当地ソングや、横浜をイメージさせる楽曲を集めて収録したコンピレーション・アルバムである。

## 解説
CDケースは、通常のCDケースサイズながらディスク2枚が収納可能なダブルトレイ仕様で、歌詞ブックレット内には横浜市街の観光ガイドマップが封入されていた。ディスクジャケットは、マリンタワーやランドマークタワー（横浜みなとみらい21）、大さん橋、氷川丸など横浜のシンボルを描いた風景画である。
本アルバム発売時には、シール型広告を東京急行電鉄の電車の扉のガラスに貼り出していた車両もあった。なおアルバム発売当時は、東急東横線の横浜駅から先、高島町駅と桜木町駅が廃止（2004年1月30日廃止）され、横浜高速鉄道のみなとみらい線・横浜駅〜元町・中華街駅間が開通（2004年2月1日開通）した時期であった。同時に東急東横線とみなとみらい線は、横浜駅を境とした相互直通運転を開始している。
横浜開港150周年を迎えた2009年5月27日には、コンピレーション・アルバム第2弾『横濱ノスタルジー 〜あの歌が聴こえる。ヨコハマ〜』（規格品番：MHCL-1510）も発売された。収録曲は一部重複している。

## 収録曲

### Disc 1
1. いま目覚めた子供のように（1976/8/1）
  - 歌: 山口百恵、作詞: 石原信一、作曲: 佐瀬寿一、編曲: 船山基紀
  - アルバム『横須賀ストーリー』収録曲
2. ドール（1978/7/1）
  - 歌: 太田裕美、作詞: 松本隆、作曲・編曲: 筒美京平
  - 第29回NHK紅白歌合戦歌唱曲
3. 横浜いれぶん（1978/2/25）
  - 歌: 木之内みどり、作詞: 東海林良、作曲: 大野克夫、編曲: 船山基紀
4. 恋人も濡れる街角（1982/9/1）
  - 歌: 中村雅俊、作詞・作曲: 桑田佳祐、編曲: 桑田佳祐・八木正生
  - 角川春樹事務所・松竹提携作品『蒲田行進曲』エンディングテーマ
  - フジテレビ系TVドラマ『おまかせください』挿入歌
  - 横浜桜木町付近にある馬車道が歌詞中に登場する。
5. ヨコハマA・KU・MA（1982/10/27）
  - 歌: 中森明菜作詞: 中里綴、作曲: 南佳孝、編曲: 萩田光雄
  - アルバム『バリエーション〈変奏曲〉』収録曲。作詞は1970年代に南沙織を多く手がけた中里綴による。
6. ビューティフル・ヨコハマ（1970/11/10）
  - 歌: 平山三紀、作詞: 橋本淳、作曲・編曲: 筒美京平
  - 歌手デビュー・シングル曲。2枚目「真夏の出来事」で名を広めた。
7. 港のヨーコ・ヨコハマ・ヨコスカ（1975/4/20）
  - 歌・編曲: ダウン・タウン・ブギウギ・バンド、作詞: 阿木燿子、作曲: 宇崎竜童
  - 第26回NHK紅白歌合戦 歌唱曲。1975年のオリコン年間チャート第5位。アウトロに港の汽笛音等効果音が挿入されている。
8. 待ちくたびれてヨコハマ（1985/4/3）
  - 歌: 柏原芳恵、作詞: 荒木とよひさ、作曲: 三木たかし、編曲: 若草恵
9. フライディ・チャイナタウン（1981/9/21）
  - 歌: 泰葉、作詞: 荒木とよひさ 、作曲: 海老名泰葉 、編曲: 井上鑑
  - 泰葉（海老名泰葉）自らが作曲を手掛けた歌手デビュー・シングル曲
10. 港スコープ（1982/2/25）
  - 歌・作曲: 渡辺真知子、作詞: 伊藤アキラ、編曲: 船山基紀
  - シングル『好きと言って』B面曲
11. ヨコハマ・チーク（1981/3/12）
  - 歌: 近藤真彦、作詞: 松本隆、作曲: 筒美京平、編曲: 馬飼野康二
  - デビュー・シングル『スニーカーぶる〜す』に続く2枚目
12. 横浜ブギウギ娘（1981/5/21）
  - 歌: 中原理恵、作詞: ちあき哲也、作曲: 鈴木キサブロー、編曲: 小泉宏
13. 横浜チャイニーズ・ドール
  - 歌: ジュディ・オング、作詞: 浅野裕子、作曲・編曲: 萩田光雄
14. I CAME FROM 横須賀
  - 歌: 山口百恵、作詞: 阿木燿子、作曲: 宇崎竜童、編曲: 萩田光雄
  - アルバム『百恵白書』収録曲。
  - 横須賀から金沢八景・上大岡、横浜経由で品川までの京浜本線の駅名が登場する。
15. ビューティフル・ヨコハマ（1997/12/1）
  - 歌: IN THE GROOVE、作詞: 橋本淳、作曲: 筒美京平、編曲: 船山基紀
  - 両A面シングル『HISTORY／ビューティフル・ヨコハマ』収録曲

### Disc 2
1. ベイ・ブリッジ・セレナーデ（1993/9/6）
  - 歌・作詞・作曲: 浜田省吾、編曲: 梁邦彦
  - アルバム『その永遠の一秒に』収録曲。ほぼア・カペラで歌われている。
2. 追いかけてヨコハマ（1979/11/21）
  - 歌・作詞・作曲: 中島みゆき、編曲: 後藤次利
  - アルバム『おかえりなさい』収録曲。桜田淳子への提供曲のセルフカバー。
  - 桜田淳子の「追いかけてヨコハマ」は、1978年2月25日に発売されたシングルレコードA面曲。
3. YOKOHAMA Twilight Time 〜20th Anniversary Version〜（2001/6/21）
  - 歌・作詞・作曲・編曲: 角松敏生
4. 海を見ていた午後（1975/2/5）
  - 歌: ハイ・ファイ・セット、作詞・作曲: 荒井由実、編曲: 松任谷正隆
  - アルバム『Hi-Fi Set』収録曲。荒井由実のカバー。
  - 荒井由実の「海を見ていた午後」は、1974年10月5日に発売されたアルバム『MISSLIM』に収録。同アルバムは1975年のオリコンアルバム年間チャート第44位、翌年の同チャート第14位にランクインした。。
5. 秋の気配（1998/10/28）
  - 歌・編曲: 槇原敬之、作詞・作曲: 小田和正
  - アルバム『Listen To The Music』収録曲でオフコースのカバー。
  - オフコースの「秋の気配」は、1977年8月5日に発売されたシングルレコードA面曲。歌詞に港の見える丘公園が登場する。

ひと月後の1977年9月5日に発売されたスタジオ・アルバム『JUNKTION』にも収録。小田和正が1996年2月1日発売のソロ・アルバム『LOOKING BACK』でセルフカバーしている。
6. 僕は一人で海に行った（2003/11/19）
  - 歌: 藤岡正明、作詞: sunplaza、作曲: 藤岡正明、編曲: 水谷公生
  - シングル「Kirisame」カップリング曲
7. 北京ダック（1976/4/25）
  - 歌・作詞・作曲・編曲: 細野晴臣
  - 細野晴臣の3枚目のシングル。元は1975年6月25日発売のアルバム『トロピカル・ダンディー』収録曲で、シングルカットに際し新録された。
8. 横浜（2002/2/20）
  - 歌・作詞・作曲・編曲: 斎藤誠
  - アルバム『Careless Memories』収録曲
9. Yokohama Bay Blues（1988/9/21）
  - 歌・作詞・作曲: 南佳孝、編曲: 本田達也
  - アルバム『DAILY NEWS』収録曲
10. 港の見える丘（1993/1/21）
  - 歌・編曲: プリンセス・プリンセス、作詞: 奥居香、作曲: 中山加奈子
  - アルバム『BEE-BEEP』収録曲
11. ブルーライト・ヨコハマ（Ambient Version）（1991/9/21）
  - 歌・編曲: 種ともこ、作詞: 橋本淳、作曲: 筒美京平、編曲: 小西康陽
  - アルバム『KISS OF LIFE』収録曲。いしだあゆみのカバー。
  - 「ブルーライト・ヨコハマ（Ambient Version）」は、同年7月25日に発売されたCDシングル「ブルーライト・ヨコハマ」の別バージョン。
  - いしだあゆみの「ブルー・ライト・ヨコハマ」は、1968年12月25日に発売されたシングルレコードA面曲。翌1969年のオリコンシングル年間チャート第3位にランクインし、第20回NHK紅白歌合戦に初出場した。横浜のご当地ソングを代表する楽曲のひとつとして度々挙げられており、横浜開港150周年を迎えた2009年夏のNHK『第41回思い出のメロディー』でも横浜の特集で取り上げられ、いしだ本人が歌唱して13年ぶりのステージ復帰となった。
12. 横浜スタジアム（1982/6/25）
  - 歌・作詞・作曲: イルカ、編曲: 鈴木茂
  - アルバム『JULIA』収録曲
13. ねぇ[1]（1992/11/14）
  - 歌・作曲: 国安修二、作詞: 田口俊、編曲: 水谷公生、コーラスアレンジ: 町支寛二
  - カップリング曲の異なる1991年発売版もある。
14. YOKOHAMA 日産マリノス FIGHT ON！（1993/4/21）
  - 歌: B.R.B.、作詞・作曲: トミー・スナイダー、編曲: B.R.B.
  - 日産F.C.横浜マリノス オフィシャル・チームソング